# Saison 2017-2018 du MC Oran
Dernière mise à jour : 21 may 2018.
Chronologie
Saison précédente Saison suivante
La saison 2017-2018 du MC Oran est la 53e saison du club en première division algérienne. L'équipe est engagée en Ligue 1 et en Coupe d'Algérie.

## Transferts

### Période Estivale
| Nom                 | Nationalité | Transfert                     | Provenance/Destination | Division            | Mercato         |
| Arrivées            |             |                               |                        |                     |                 |
| Zineddine Mekkaoui  | Algérie     | Transfert (Défenseur)         | RC Relizane            | Ligue 1             | Mercato estival |
| Adel Lakhdari       | Algérie     | Transfert (Défenseur)         | MO Béjaïa              | Ligue 2             | Mercato estival |
| Takfarinas Ouchène  | Algérie     | Transfert (Défenseur)         | O Médéa                | Ligue 1             | Mercato estival |
| Mourad Bendjelloul  | Algérie     | Transfert (Défenseur)         | SCM Oran               | National            | Mercato estival |
| Slimane Allali      | Algérie     | Transfert (Défenseur)         | JSM Béjaïa             | Ligue 2             | Mercato estival |
| Sabri Gharbi        | Algérie     | Transfert (Milieu de terrain) | O Médéa                | Ligue 1             | Mercato estival |
| Mohamed Toumi       | Algérie     | Transfert (Attaquant)         | Hydra AC               | Inter-région        | Mercato estival |
| Mohamed Tiaïba      | Algérie     | Transfert (Attaquant)         | Al-Markhiya            | QSL                 | Mercato estival |
| Amine Lamali        | Algérie     | Transfert (Attaquant)         | USM Bel Abbès          | Ligue 1             | Mercato estival |
| Début de contrat    |             |                               |                        |                     |                 |
| Mustapha Saïd       | Algérie     | Transfert (Milieu de terrain) | MC Oran Espoirs        | Championnat Espoirs | Mercato estival |
| Départs             |             |                               |                        |                     |                 |
| Mourad Delhoum      | Algérie     | Transfert (Défenseur)         | USM El Harrach         | Ligue 1             | Mercato estival |
| Hichem Cherif       | Algérie     | Transfert (Attaquant)         | NA Hussein Dey         | Ligue 1             | Mercato estival |
| Abdeslam Moussi     | Algérie     | Transfert (Attaquant)         | JSM Béjaïa             | Ligue 2             | Mercato estival |
| Fin de Contrat      |             |                               |                        |                     |                 |
| Chemseddine Nessakh | Algérie     | Transfert (Défenseur)         | ES Sétif               | Ligue 1             | Mercato estival |
| Kamel Zeghli        | Algérie     | Transfert (Défenseur)         | CA Batna               | Ligue 2             | Mercato estival |
| Amir Aguid          | Algérie     | Transfert (Défenseur)         | JSM Skikda             | Ligue 2             | Mercato estival |
| Abdellah Bencheikh  | Algérie     | Transfert (Milieu de terrain) | US Biskra              | Ligue 1             | Mercato estival |
| Mohamed Bennaï      | Algérie     | Transfert (Attaquant)         | CR Beni-Thour          | National            | Mercato estival |

### Période Hivernale
| Nom                | Nationalité | Transfert             | Provenance/Destination | Division | Mercato          |
| Arrivées           |             |                       |                        |          |                  |
| Fayçal Abdat       | Algérie     | Transfert (Défenseur) | JS Kabylie             | Ligue 1  | Mercato hivernal |
| Prêt               |             |                       |                        |          |                  |
| Zakaria Mansouri   | Algérie     | Transfert (Milieu)    | Paradou AC             | Ligue 1  | Mercato hivernal |
| Youcef Chibane     | Algérie     | Transfert (Attaquant) | ES Sétif               | Ligue 1  | Mercato hivernal |
| Départs            |             |                       |                        |          |                  |
| Takfarinas Ouchène | Algérie     | Transfert (Défenseur) | JSM Béjaïa             | Ligue 2  | Mercato hivernal |
| Mohamed Souibaâh   | Algérie     | Transfert (Attaquant) | MC Alger               | Ligue 1  | Mercato hivernal |
| Amine Lamali       | Algérie     | Transfert (Attaquant) | NA Hussein Dey         | Ligue 1  | Mercato hivernal |

## Matchs amicaux
| Amical             | Club Africain                 | 3–3   | MC Oran                               | Stade El Menzah, Tunis  |                         |
| 24 mars 2018 12h00 | Ouedherfi 7e · Belaïd 52e 67e | (1–2) | Tiaïba 30e · Mekkaoui 45e · Toumi 71e | Spectateurs : Huis-clos | Spectateurs : Huis-clos |
| 24 mars 2018 12h00 | Rapport                       |       |                                       | Spectateurs : Huis-clos | Spectateurs : Huis-clos |

## Compétitions

### Championnat d'Algérie
| Date       | J. | Adversaire     | Lieu | Score | Buteurs du MCO                                       | Buteurs de l'Adv.                                           | Class. | Public    |
| ---------- | -- | -------------- | ---- | ----- | ---------------------------------------------------- | ----------------------------------------------------------- | ------ | --------- |
| 26/08/2017 | 1  | USM Blida      | Dom. | 3–0   | Mekkaoui 73e, Aouad 87e, Souibaâh 90e (pen.)         | -                                                           | 1re    | 8 000     |
| 07/09/2017 | 2  | Paradou AC     | Ext. | 1–0   | -                                                    | Bouabta 13e                                                 | 8e     | 7 000     |
| 16/09/2017 | 3  | NA Hussein Dey | Dom. | 0–0   | -                                                    | -                                                           | 8e     | 8 500     |
| 22/09/2017 | 4  | DRB Tadjenanet | Ext. | 0–1   | Freifer 90+1e                                        | -                                                           | 3e     |           |
| 26/09/2017 | 5  | USM Bel-Abbes  | Dom. | 1–1   | Toumi 90+1e                                          | Tabti 61e                                                   | 5e     | 25 000    |
| 14/10/2017 | 6  | USM El Harrach | Ext. | 2–3   | Tiaïba 23e, Souibaâh 89e, Aouad 90+3e                | Mellel 52e (pen.), Banouh 57e                               | 4e     | 7 000     |
| 17/10/2017 | 7  | MC Alger       | Dom. | 0–0   | -                                                    | -                                                           | 5e     | 30 000    |
| 19/10/2017 | 8  | US Biskra      | Ext. | 2–2   | Tiaïba 19e 67e (pen.)                                | Berbache 15e, Ogbi 32e (pen.)                               | 6e     | 15 000    |
| 23/10/2017 | 9  | ES Sétif       | Dom. | 1–2   | Toumi 62e                                            | Haddouche 2e 84e                                            | 7e     | 30 000    |
| 26/10/2017 | 10 | CR Belouizdad  | Ext. | 0–0   | -                                                    | -                                                           | 7e     | Huis clos |
| 30/10/2017 | 11 | O Médéa        | Dom. | 2–0   | Boubekeur 56e (csc), Toumi 67e                       | -                                                           | 4e     | 15 000    |
| 17/11/2017 | 12 | CS Constantine | Ext. | 1–0   | -                                                    | Abid 59e                                                    | 6e     | 40 000    |
| 02/12/2017 | 13 | USM Alger      | Dom. | 1–1   | Toumi 82e                                            | Darfalou 75e                                                | 5e     | 18 000    |
| 08/12/2017 | 14 | JS Saoura      | Dom. | 1–0   | Saïd 27e                                             | -                                                           | 6e     | 17 000    |
| 15/12/2017 | 15 | JS Kabylie     | Ext. | 3–3   | Gharbi 9e, Tiaïba 17e, Freifer 60e                   | Djabout 65e 70e 88e                                         | 6e     | 17 000    |
| 06/01/2018 | 16 | USM Blida      | Ext. | 0–1   | Gharbi 90+3e                                         | -                                                           | 5e     | 8 000     |
| 20/01/2018 | 17 | Paradou AC     | Dom. | 1–0   | Toumi 82e                                            | -                                                           | 4e     | 15 000    |
| 26/01/2018 | 18 | NA Hussein Dey | Ext. | 1–1   | Toumi 19e                                            | Allati 90+2e (pen.)                                         | 5e     | 15 000    |
| 10/02/2018 | 19 | DRB Tadjenanet | Dom. | 3–2   | Chibane 38e 62e, Gharbi 90e                          | Maroci 43e (pen.), Belmokhtar 81e                           | 2e     | 15 000    |
| 17/02/2018 | 20 | USM Bel-Abbes  | Ext. | 2–5   | Bentiba 7e, Mansouri 21e 37e, Belal 69e, Freifer 88e | Zouari 26e (pen.), Mebarki 85e                              | 2e     | 40 000    |
| 23/02/2018 | 21 | USM El Harrach | Dom. | 1–0   | Chibane 71e                                          | -                                                           | 2e     | 45 000    |
| 12/03/2018 | 22 | MC Alger       | Ext. | 4–0   | -                                                    | Nekkache 4e, Bendebka 19e, Souibaâh 46e, Balegh 90e         | 2e     | 70 000    |
| 17/03/2018 | 23 | US Biskra      | Dom. | 5–0   | Tiaïba 12e 65e, Chibane 37e (pen.) 45+2e, Gharbi 71e | -                                                           | 2e     | 28 000    |
| 31/03/2018 | 24 | ES Sétif       | Ext. | 4–1   | Tiaïba 41e                                           | Rebiaï 5e, Haddouche 24e (pen.), Aït Ouamar 35e, Banouh 83e | 2e     | 20 000    |
| 13/04/2018 | 25 | CR Belouizdad  | Dom. | 0–2,  | -                                                    | Draoui 35e 77e                                              | 3e     | 25 000    |
| 18/04/2018 | 26 | O Médéa        | Ext. | 2–0   | -                                                    | Bouchiba 77e (pen.), Hamidi 90+2e                           | 5e     | 10 000    |
| 25/04/2018 | 27 | CS Constantine | Dom. | 1–1   | Tiaïba 87e                                           | Abid 17e (pen.)                                             | 5e     | Huis clos |
| 01/05/2018 | 28 | USM Alger      | Ext. | 3–1   | Chibane 6e                                           | Darfalou 65e (pen.) 69e (pen.), Benyahia 83e                | 6e     | 5 000     |
| 08/05/2018 | 29 | JS Saoura      | Ext. | 1–0   | -                                                    | Bourdim 90e (pen.)                                          | 6e     | 20 000    |
| 19/05/2018 | 30 | JS Kabylie     | Dom. | 2–1   | Mekkaoui 21e, Benamara 61e                           | Mesbahi 72e                                                 | 4e     | Huis clos |

### Classement
| Rang | Équipe         | Pts | J  | G  | N  | P  | Bp | Bc | Diff | Qualification ou relégation                         |
| ---- | -------------- | --- | -- | -- | -- | -- | -- | -- | ---- | --------------------------------------------------- |
| 2    | JS Saoura      | 54  | 30 | 16 | 6  | 8  | 38 | 27 | +11  | Qualification pour la Ligue des champions de la CAF |
| 3    | NA Hussein Dey | 49  | 30 | 11 | 16 | 3  | 36 | 24 | +12  | Qualification pour la Coupe de la confédération     |
| 4    | MC Oran        | 45  | 30 | 12 | 9  | 9  | 40 | 36 | +4   |                                                     |
| 5    | MC Alger       | 44  | 30 | 12 | 8  | 10 | 41 | 32 | +9   | Qualification pour le Championnat arabe des clubs   |
| 6    | USM Alger      | 42  | 30 | 11 | 9  | 10 | 43 | 35 | +8   | Qualification pour le Championnat arabe des clubs   |

### Coupe d'Algérie
| Date       | Tour           | Adversaire     | Lieu                       | Score | Buteurs du MCO | Buteurs de l'adv. | Public |
| ---------- | -------------- | -------------- | -------------------------- | ----- | -------------- | ----------------- | ------ |
| 28/12/2017 | 1/32 de finale | MCB Oued Sly   | Ahmed Zabana               | 1–0   | Tiaïba 63e     | -                 | 5 000  |
| 13/01/2018 | 1/16 de finale | NRB Teleghma/B | Belkacem Belaïd, Mila      | 0–1   | Toumi 73e      | -                 | 6 500  |
| 03/02/2018 | 1/8 de finale  | MO Béjaïa      | L'Unité Maghrébine, Béjaïa | 1–0   | -              | Salhi 80e (pen.)  | 18 000 |

## Statistiques

### Statistiques des passeurs
| Place   | Nom                 | Championnat de L1 | Coupe d'Algérie | TOTAL des PASSES |
| 1       | Réda Halaïmia       | 5 passes          | 0 passes        | 5 passes         |
| 2       | Hamza Heriat        | 4 passes          | 0 passes        | 4 passes         |
| 2       | Boumediene Freifer  | 3 passes          | 1 passe         | 4 passes         |
| 3       | Mohamed Toumi       | 3 passes          | 0 passes        | 3 passes         |
| 5       | Mohamed Aouad       | 2 passes          | 0 passes        | 2 passes         |
| 5       | Rachid Ferrahi      | 2 passes          | 0 passes        | 2 passes         |
| 5       | Zineddine Mekkaoui  | 2 passes          | 0 passes        | 2 passes         |
| 5       | Sabri Gharbi        | 1 passe           | 1 passe         | 2 passes         |
| 9       | Abdelhafid Benamara | 1 passe           | 0 passes        | 1 passe          |
| 9       | Mohamed Bentiba     | 1 passe           | 0 passes        | 1 passe          |
| 9       | Omar Boudoumi       | 1 passe           | 0 passes        | 1 passe          |
| 9       | Youcef Chibane      | 1 passe           | 0 passes        | 1 passe          |
| 9       | Zakaria Mansouri    | 1 passe           | 0 passes        | 1 passe          |
| 9       | Mohamed Tiaïba      | 1 passe           | 0 passes        | 1 passe          |
| Détails | 14 passeurs         | 28 passes         | 2 passes        | 32 PASSES        |

### Statistiques des buteurs
| Place   | Nom                 | Championnat de L1 | Coupe d'Algérie | TOTAL des BUTS |
| 1       | Mohamed Tiaïba      | 8 buts            | 1 but           | 9 buts         |
| 2       | Mohamed Toumi       | 6 buts            | 1 but           | 7 buts         |
| 3       | Youcef Chibane      | 6 buts            | 0 buts          | 6 buts         |
| 4       | Sabri Gharbi        | 4 buts            | 0 buts          | 4 buts         |
| 5       | Boumediene Freifer  | 3 buts            | 0 buts          | 3 buts         |
| 6       | Mohamed Aouad       | 2 buts            | 0 buts          | 2 buts         |
| 6       | Zakaria Mansouri    | 2 buts            | 0 buts          | 2 buts         |
| 6       | Zineddine Mekkaoui  | 2 buts            | 0 buts          | 2 buts         |
| 6       | Mohamed Souibaâh    | 2 buts            | 0 buts          | 2 buts         |
| 10      | Abderezzak Belal    | 1 but             | 0 buts          | 1 but          |
| 10      | Abdelhafid Benamara | 1 but             | 0 buts          | 1 but          |
| 10      | Mohamed Bentiba     | 1 but             | 0 buts          | 1 but          |
| 10      | Mustapha Saïd       | 1 but             | 0 buts          | 1 but          |
| #       | Contre Son Camp     | 0 but             | 0 but           | 0 buts         |
| Détails | 13 buteurs          | 39 buts           | 2 buts          | 41 BUTS        |